# Rugombo
Rugombo è un comune del Burundi situato nella provincia di Cibitoke con 78.587 abitanti (censimento 2008). È la sede della provincia

## Geografia antropica

### Suddivisioni amministrative
Il comune è suddiviso in 15 colline.